# مالکوم لوری
مالکوم لوری (انگلیسی: Malcolm Lowry؛ ۲۸ ژوئیهٔ ۱۹۰۹ – ۲۶ ژوئن ۱۹۵۷) یک نویسنده، شاعر، پدیدآور، و رمان‌نویس اهل بریتانیا بود. رمان زیر کوه آتشفشان در رتبه یازدهم صد رمان برتر به انتخاب کتابخانه مدرن قرار دارد.